# LG G3
Le LG G3 est un smartphone haut de gamme conçu par LG. Il succède au LG G2 en précédant le LG G4 et connaît plusieurs déclinaisons (LG G3 Beat, aussi dénommé  G3 S ou G3 Mini, LG G3 Stylus, etc.). Il a été élu meilleur portable de l'année 2014 et 2015[réf. nécessaire].

## Historique
Le LG G3 est conçu, développé et commercialisé par LG Electronics. Le G3 est sorti sous Android 4.4 puis a été mis à jour vers Android Marshmallow et dispose d'une surcouche (Optimus UI) avec des fonctionnalités phares comme Knock On (double-tape pour faire sortir l'écran de veille) ou Knock code (un système de déverrouillage 
avec écran éteint). Le téléphone comporte un processeur quad-core snapdragon 801 (AC) à 2,45 GHz, et deux versions : 16 Go d'espace de stockage avec 2 Go de RAM et une autre avec 32 Go d'espace de stockage et avec 3 Go de RAM. Ce téléphone de LG a aussi un port infrarouge pour contrôler télévision, chaîne hi-fi, etc.
Il a été annoncé le 27 mai 2014 et commercialisé dans les jours suivants en Corée du sud, puis distribué dans le reste du monde un mois plus tard. Deux mois plus tard, LG annonce être sur le point d'atteindre les 10 millions de vente, devenant ainsi le téléphone le mieux vendu de la marque coréenne.
Le LG G3 est décliné en deux versions allégées, le G3 Mini, plus petit, et le G3 Stylus, plus grand et équipé d'un stylet
.

## Hacking
Ce smartphone est capable de fonctionner avec d'autres systèmes d'exploitation que celui du fabricant, entre autres :  LineageOS et Resurrection Remix OS.